# Exponenciação
Exponenciação ou potenciação é uma operação matemática, escrita como an, envolvendo dois números: a base a e o expoente n. Quando n é um número natural maior do que 1, a potência an indica a multiplicação da base a por ela mesma tantas vezes quanto indicar o expoente n, isto é,
{\displaystyle {{a^{n}=} \atop {\ }}{{\underbrace {a\times \cdots \times a} } \atop n},}
da mesma forma que a multiplicação de n por a pode ser vista como uma soma de n parcelas iguais a a, ou seja,
{\displaystyle a\times n=\underbrace {a+\cdots +a} _{n}.}
O expoente geralmente é indicado à direita da base, aparecendo sobrescrito ou separado da base por um circunflexo. Pode-se ler an como a elevado à n-ésima potência, ou simplesmente a elevado a n. Alguns expoentes possuem nomes específicos, por exemplo, a2 costuma ser lido como a elevado ao quadrado , a3 como a elevado ao cubo e a4 como a elevado a quarta potência. Assim sucessivamente.
A potência an também pode ser definida quando n é um inteiro negativo, desde que a seja diferente de zero. Não existe uma extensão natural para todos os valores reais de a e n, apesar de que quando a base é um número real positivo é possível definir  an para todo número real n, e até mesmo para números complexos através da função exponencial ez. As funções trigonométricas podem ser representadas em termos da exponenciação complexa.
Na resolução de sistemas de equações diferenciais lineares utiliza-se um tipo de exponenciação em que os expoentes são matrizes.
A potenciação também é usada em várias outras áreas, incluindo economia, biologia, física e ciência da computação, com aplicações tais quais juros compostos, crescimento populacional, cinética química, comportamento de ondas e criptografia de chave pública.

## História

### Antiguidade

#### O Contador de Areia
Em The Sand Reckoner , Arquimedes provou a lei dos expoentes, 10 a · 10 b = 10 a + b , necessária para manipular potências de 10, e utilizou essa manipulação para estimar o número de grãos de areia que podem ser contidos no universo.

### Era de Ouro Islâmica

#### Mālekaʿbah("quadrado" e "cubo")
No século IX, o matemático persa Al-Khwarizmi usou os termos مَال ("posses", "propriedade") para um quadrado — "os muçulmanos, como a maioria dos matemáticos daquela época e de épocas anteriores, pensavam em um número quadrado como uma representação de uma área, especialmente de terra, portanto propriedade"  — e كَعْبَة ( Kaʿbah , "cubo") para um cubo , que os matemáticos islâmicos posteriores representaram em notação matemática como as letras mīm (m) e kāf (k), respectivamente, no século XV, como visto na obra de Abu'l-Hasan ibn Ali al-Qalasadi . 

### Séculos XV–XVIII

#### Apresentando expoentes
Nicolas Chuquet usou uma forma de notação exponencial no século XV, por exemplo 12 2 para representar 12 x 2 .  Isso foi usado mais tarde por Henricus Grammateus e Michael Stifel no século XVI. No final do século XVI, Jost Bürgi usaria algarismos romanos para expoentes de uma forma semelhante à de Chuquet, por exemplo {\displaystyle 4^{iii}} para 4 x 3 . 

#### "Expoente"; "quadrado" e "cubo"
A palavra expoente foi cunhada em 1544 por Michael Stifel. No século XVI, Robert Recorde usou os termos quadrado, cubo, zenzizenzic ( quarta potência ), sursolid (quinto), zenzicube (sexto), segundo sursolid (sétimo) e zenzizenzizenzic (oitavo).  Biquadrado também foi usado para se referir à quarta potência.

#### Notação exponencial moderna
Em 1636, James Hume usou essencialmente a notação moderna, quando em L'algèbre de Viète escreveu A iii para A 3 .  No início do século XVII, a primeira forma de nossa notação exponencial moderna foi introduzida por René Descartes em seu texto intitulado La Géométrie ; lá, a notação é introduzida no Livro I. 
Eu designo ... aa , ou a 2 ao multiplicar a por si mesmo; e a 3 ao multiplicá-lo mais uma vez por a , e assim até o infinito.

-  René Descartes, La Geométrie
Alguns matemáticos (como Descartes) usaram expoentes apenas para potências maiores que dois, preferindo representar quadrados como multiplicação repetida. Assim, eles escreveriam polinômios , por exemplo, como ax + bxx + cx 3 + d .

#### "Índices"
Samuel Jeake introduziu o termo índices em 1696.  O termo involução era usado como sinônimo do termo índices , mas seu uso havia diminuído  e não deve ser confundido com seu significado mais comum .

#### Expoentes variáveis, expoentes não inteiros
Em 1748, Leonhard Euler introduziu expoentes variáveis e, implicitamente, expoentes não inteiros, escrevendo:
Considere exponenciais ou potências em que o próprio expoente é uma variável. É claro que quantidades deste tipo não são funções algébricas , uma vez que nelas os expoentes devem ser constantes. 

### século XX
À medida que o cálculo foi mecanizado, a notação foi adaptada à capacidade numérica por convenções em notação exponencial. Por exemplo, Konrad Zuse introduziu a aritmética de ponto flutuante em seu computador Z1 de 1938. Um registro continha representação de dígitos iniciais e um segundo continha representação do expoente de 10. Anteriormente, Leonardo Torres Quevedo contribuiu com Essays on Automation (1914), que sugeriu a representação de números em ponto flutuante. A representação decimal de ponto flutuante mais flexível foi introduzida em 1946 com um computador dos Laboratórios Bell . Eventualmente, educadores e engenheiros adotaram a notação científica de números, consistente com a referência comum à ordem de magnitude em uma escala de razão . 

## Definição

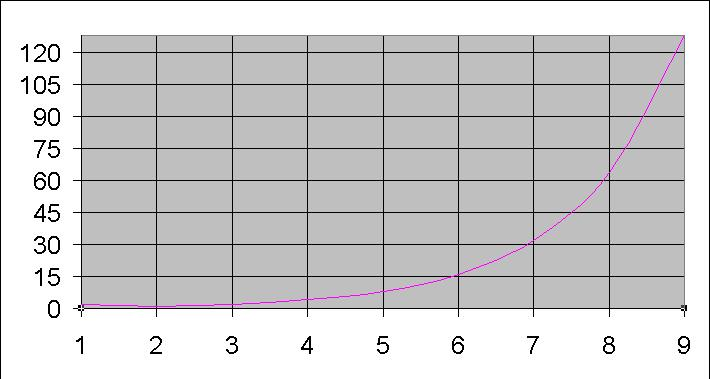
Gráfico da função exponencial (base 2).

As potências são explicadas em uma série de passos envolvendo matemática básica.
Todos esses passos se baseiam na generalização das leis seguintes, que podem ser facilmente provadas para n e m inteiros positivos:
{\displaystyle a^{(n\ m)}=(a^{n})^{m}} {\displaystyle a>1\land n>m\rightarrow a^{n}>a^{m}}

### Expoente zero
Para que
{\displaystyle a^{n}\ a^{m}\ =a^{(n+m)},}
continue valendo para n = 0, devemos ter:
{\displaystyle a^{0}=1}

### Expoentes inteiros negativos
Para que 
{\displaystyle a^{n}\ a^{m}=a^{(n+m)}}seja válido para n + m = 0, é necessário que
elevar um número (exceto 0) à potência -1 produza seu inverso.
{\displaystyle a^{-1}=\left({\frac {1}{a}}\right)}
Então esse cálculo fica assim  :
{\displaystyle a^{-n}=a^{-1.n}={(a^{-1})}^{n}={\left({\frac {1}{a}}\right)}^{n}={\frac {1^{n}}{a^{n}}}={\frac {1}{a^{n}}}}
Elevando 0 a uma potência negativa implicaria uma divisão por 0, sendo assim indefinido.
Um expoente inteiro negativo também pode ser visto como uma divisão pela base.
Logo:
{\displaystyle 3^{-5}={\frac {1}{3}}\cdot {\frac {1}{3}}\cdot {\frac {1}{3}}\cdot {\frac {1}{3}}\cdot {\frac {1}{3}}=\left({\frac {1}{3}}\right)^{5}={\frac {1}{3^{5}}}}
Pode-se provar que, com essa definição, {\displaystyle a^{(n+m)}=a^{n}\ a^{m}} continua valendo para {\displaystyle n,m\in \mathbb {Z} .}

### Expoentes um e zero
- qualquer número elevado a "um" é igual a ele mesmo.

{\displaystyle n^{1}=n}
- qualquer número (exceto o 0) elevado a 0 é igual a 1.

{\displaystyle n^{0}=n^{1}\cdot n^{-1}=n\cdot {\frac {1}{n}}=1}

### Indeterminações
Na exponenciação, é possível chegar às formas de indeterminação a seguir:
- {\displaystyle 0^{0}}
- {\displaystyle \infty ^{0}}
- {\displaystyle 1^{\infty }}

### Potências cujo expoente não altera o resultado

#### Potências de 0
As potências de 0 são as potências de base 0, dados por {\displaystyle 0^{n}} n>0. A matemática julga ser indeterminado o valor da potência: {\displaystyle 0^{0},} mas as potências cuja base é 0 e cujo expoente é positivo, têm como resultado o próprio 0. As outras potências cuja base é 0 e cujo expoente é negativo, têm como resultado {\displaystyle {\infty }} (infinito).

#### Potências de 1
As potências de 1 são as potências de base 1, dados por {\displaystyle 1^{n},} sendo n pertencente aos reais. Não importa o valor de "n", {\displaystyle 1^{n}} será sempre 1. Não se pode afirmar que 0 elevado a 0 é igual a 1.

### Potências de 10
Multiplicações sucessivas por 10 são fáceis de efectuar pois usamos um sistema decimal. Por exemplo, {\displaystyle 10^{6}} é igual a um milhão, que é 1 seguido de 6 zeros. Exponenciação com base 10 é muito utilizada na física para descrever números muito grandes ou pequenos em notação científica; por exemplo, 299 792 458 (a velocidade da luz no vácuo, em metros por segundo) pode ser escrita como 2,99792458 × {\displaystyle 10^{8}} e então aproximada para 2,998 × {\displaystyle 10^{8}.} Os prefixos do sistema internacional de unidades também são utilizados para medir quantidades grandes ou pequenas. Por exemplo, o prefixo "kilo" (quilo) significa {\displaystyle 10^{3}} = 1 000, logo, um quilómetro é igual a 1 000 metros.

### Potências de 2
Potências de 2 são importantes na ciência da computação. Por exemplo, existem {\displaystyle 2^{n}} valores possíveis para uma variável que ocupa n bits da memória. 1 kilobyte = {\displaystyle 2^{10}} = 1 024 bytes. Como pode haver confusão entre os significados padrão dos prefixos, em 1998 a Comissão Eletrotécnica Internacional aprovou vários prefixos binários novos. Por exemplo, o prefixo de múltiplos de 1 024 é kibi-, então 1 024 bytes é equivalente a um kibibyte. Outros prefixos são mebi-, gibi- e tebi-.

### Expoentes fracionários
Para que a expressão
{\displaystyle x^{n}\cdot x^{m}=x^{(n+m)}}
seja válida para números racionais, devemos ter:
{\displaystyle {\sqrt[{n}]{x}}=x^{\frac {1}{n}}}
Ou, de forma genérica, para qualquer expoente fracionário, o denominador do expoente é o índice da raiz e o numerador é o expoente do radicando.
{\displaystyle {\sqrt[{b}]{x^{a}}}=x^{\frac {a}{b}}}
Observe que para que isso seja válido, independentemente da fração usada no expoente, deve-se impor que x seja um número positivo e b diferente de 0.

### Expoentes decimais
No caso de expoente decimal, devemos transformá-lo em fração e depois em raiz.
{\displaystyle x^{1,5}=x^{\frac {15}{10}}=x^{\frac {3}{2}}={\sqrt[{2}]{x^{3}}}}

### Expoentes irracionais
Como a exponenciação tem a propriedade de que expoentes próximos geram resultados próximos (essa noção pode ser tornada mais precisa usando-se o conceito de continuidade), pode-se definir expoentes irracionais:
{\displaystyle x^{\pi }\approx x^{3,14159}}

### Expoentes imaginários e complexos
Euler divulgou a fórmula
{\displaystyle e^{i.x}=\cos x+i\cdot \operatorname {sen} x}
que, sob a forma equivalente {\displaystyle \log _{e}(\cos x+i\operatorname {sen} x)=ix} já era conhecida por Roger Cotes.
Assim, usando-se logaritmos, pode-se definir para qualquer {\displaystyle a} real e {\displaystyle z} complexo, {\displaystyle z=x+iy}:
{\displaystyle a^{z}=(e^{\log a})^{z}=e^{(z\cdot \log a)}=a^{x}(\cos(y\ \log a)+i\cdot \operatorname {sen}(y\ \log a))}

## Sintaxe em linguagens de programação e programas
A maioria das linguagens de programação fornece métodos para executar a exponenciação, porém eles variam entre as diversas linguagens:
- x ^ y: Basic, Matlab, R, Excel, Calculadora Cientifica e vários outros
- x ** y: Fortran, Perl, Python, Ruby, Bash
- pow(x, y): C, C++ (deve-se incluir a biblioteca math.h)
- Math.pow(x, y): Java, JavaScript, ActionScript 3
- $x^y$: LaTeX
- Em Pascal não existe a função correspondente, podendo ser utilizado no lugar, por exemplo, a função logaritmo (função ln()) juntamente com a exponencial (função exp()) (ambos na base e), na forma exp(y * ln(x)), ou até mesmo um ciclo de repetição, com multiplicações sucessivas.
  - Os compiladores Pascal aceitam a notação x ^ y.

Um cuidado deve ser tomado: como, normalmente, os compiladores traduzem a potenciação pela expressão exp(y * ln(x)), quando {\displaystyle x<=0} e y for inteiro, o compilador costuma dar erro, mesmo havendo uma resposta única.
Outro cuidado deve ser tomado no Excel. Ao contrário de outras linguagens de programação, uma expressão do tipo =-A1^2, que, significaria tirar o quadrado de A1 e depois aplicar o sinal menos, no Excel pode significar (-A1)^2. Para evitar este bug (e outros), recomenda-se o uso de parêntesis sempre no Excel, mesmo quando, matematicamente, eles sejam redundantes. Além disso, a exponencial no Excel pode ser substituída por uma função (em português, "POTÊNCIA", em inglês, "POWER"), tornando o código totalmente ilegível.